# چلتیکچی
چلتیکچی (به ترکی استانبولی: Çeltikçi) یک منطقهٔ مسکونی در ترکیه است که در استان بوردور واقع شده‌است.